# Patience Wheatcroft, Baroness Wheatcroft

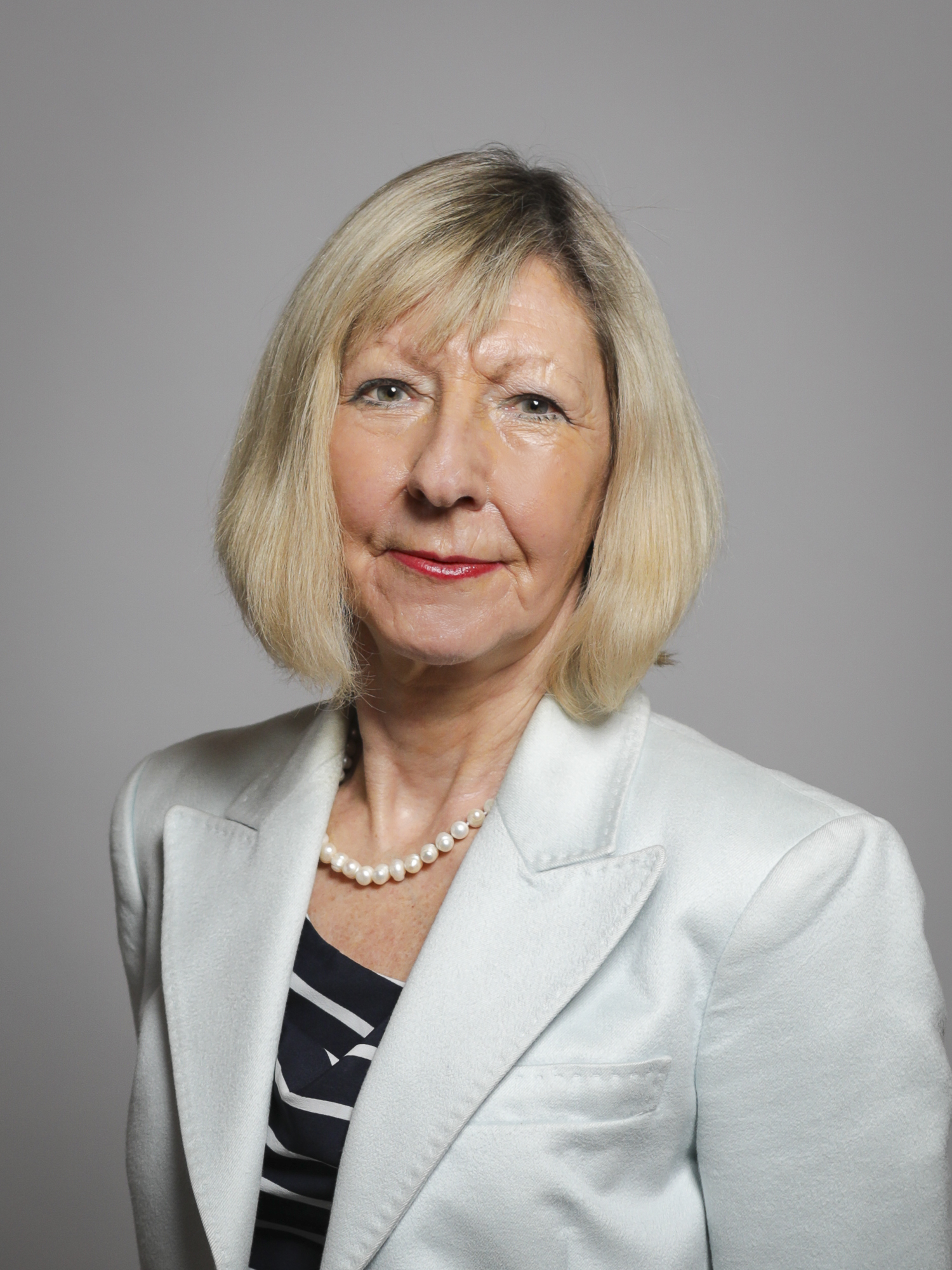
Patience Wheatcroft, Baroness Wheatcroft

Patience Wheatcroft, Baroness Wheatcroft (* 28. September 1951) ist eine britische Journalistin, Managerin und Politikerin der Conservative Party, die von 2009 bis 2010 Chefredakteurin von The Wall Street Journal Europe war und seit 2011 Mitglied des House of Lords ist.

## Leben

### Journalist und Aufstieg zur Chefredakteurin des Wall Street Journal Europe
Patience Wheatcroft war nach dem Schulbesuch als Journalistin tätig und arbeitete zunächst zwischen 1972 und 1973 bei der Handelskammer in London, ehe sie bis 1976 Reporterin und Nachrichtenredakteurin für die Fachzeitung Estates Times war. 1976 wechselte sie als Reporterin zur Daily Mail, danach 1977 als Reporterin zu The Sunday Times sowie zwischen 1982 und 1983 als Finanzredakteurin bei Working Woman.
Zugleich war Patience Wheatcroft zwischen 1982 und 1984 stellvertretende Redakteurin für städtische Nachrichten bei The Times. Sie gründete 1988 gemeinsam mit ihrem Mann Tony Salter das Handelsfachmagazin Retail Week, für das sie bis 1994 als beratende Redakteurin arbeitete. Zugleich arbeitete sie von 1990 bis 1995 als Profilautorin für The Daily Telegraph und war im Anschluss stellvertretende Redakteurin für städtische Nachrichten der Mail on Sunday, ehe sie zwischen 1997 und 2006 Stadt- und Wirtschaftsredakteurin von The Times war. Zwischen 2006 und September 2007 arbeitete sie als Redakteurin für The Sunday Telegraph, ehe sie im Juni 2009 Chefredakteurin von The Wall Street Journal Europe wurde und diese Funktion bis November 2009 bekleidete.
Zwischenzeitlich übernahm sie auch Funktionen in der Privatwirtschaft und ist seit dem 1. Januar 2008 Vorstandsmitglied von Barclays sowie von Shaftesbury plc.

### Oberhausmitglied und weitere Funktionen
Am 22. Dezember 2010 wurde sie durch ein Letters Patent als Life Peeress mit dem Titel Baroness Wheatcroft, of Blackheath in the London Borough of Greenwich, in den Adelsstand erhoben. Am 10. Januar 2011 folgte ihre Einführung (Introduction) als Mitglied des House of Lords, in dem sie zur Fraktion der Conservative Party angehört.
Neben ihrer politischen Tätigkeit im Oberhaus ist sie Mitglied des Direktoriums des Finanzdienstleistungsinstituts St James’s Place plc sowie des Autoherstellers Fiat S.p.A. und Wirtschaftsberaterin des Rechtsberatungsunternehmens DLA Piper. Ferner ist Baroness Wheatcroft, die nach wie vor als freie Journalistin für The Times arbeitet, Mitglied des britischen Beratungsgremiums des Technologiekonzerns Huawei sowie des Finanz- und Kommunikationsunternehmens Pelham Bell Pottinger.
Des Weiteren engagiert sich Baroness Wheatcroft als Mitglied des Britisch-Indischen Runden Tisches sowie als Visiting Fellow des Zentrums für Unternehmenskommunikation (Centre for Corporate Reputation) der University of Oxford und als Trustee des British Museum und der Denkfabrik Policy exchange. Ferner fungiert sie als Mitglied der Beratungsgremien der Britischen Olympischen Gesellschaft sowie des Reuters Institute for the Study of Journalism an der Oxford University.